# Viruswaarheid

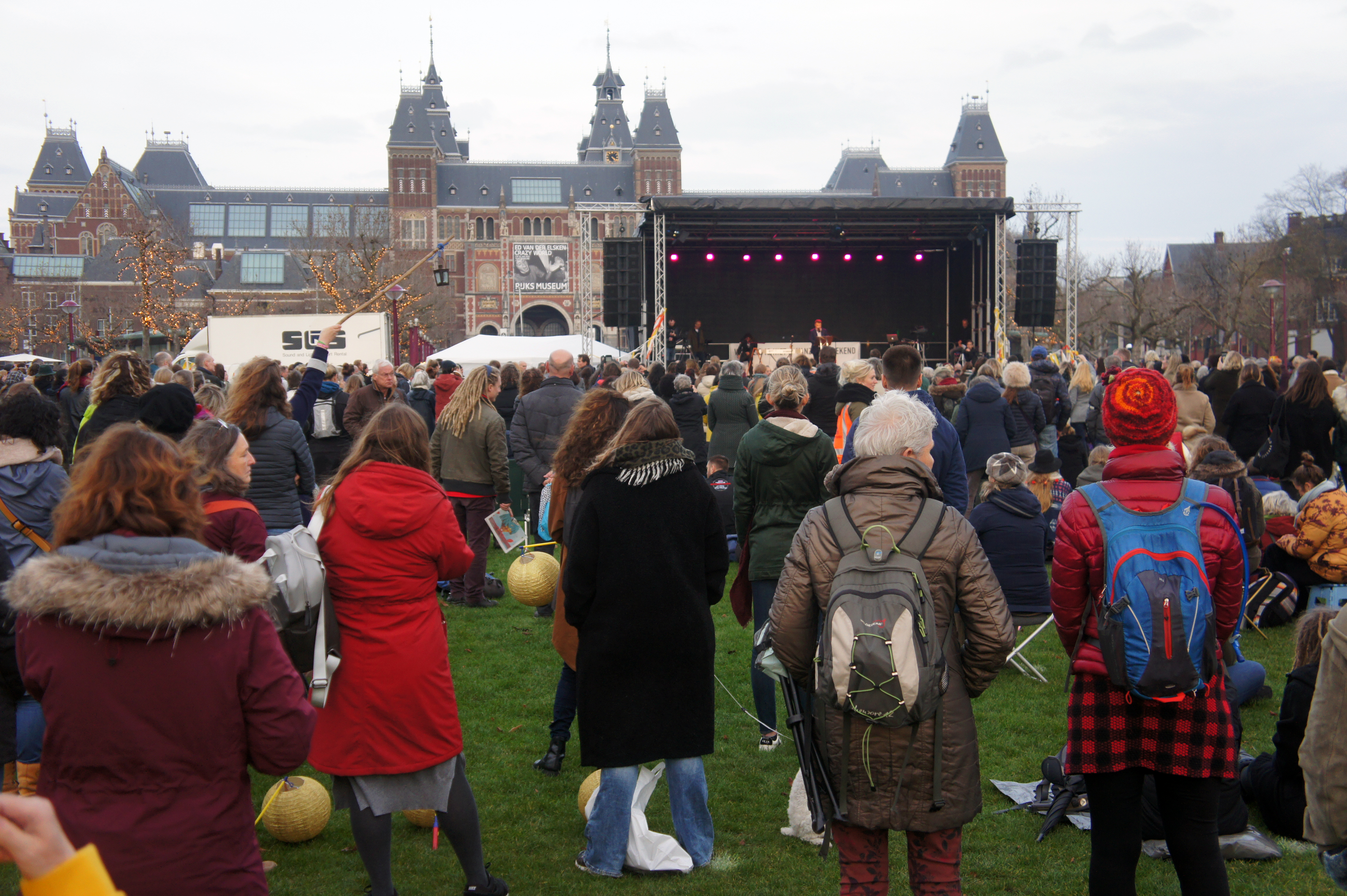
Viruswaarheid was aanwezig op deze bijeenkomst op het Museumplein te Amsterdam op 14 november 2020 tegen beperkingen vanwege de tweede coronagolf in Nederland

Viruswaarheid was een in 2020 opgerichte Nederlandse actiegroep die het beleid van de Nederlandse overheid bekritiseerde tijdens het bestrijden van de door het coronavirus veroorzaakte ziekte COVID-19. De organisatie was aanvankelijk actief onder de naam Viruswaanzin. Vanaf september 2020 was ze actief als 'Stichting Viruswaarheid.nl'. De actiegroep heeft zijn activiteiten in november 2022 opgeschort en de organisatie werd omgedoopt tot 'Stichting voor Waarheid'

## Achtergrond
De coronacrisis in Nederland ontstond begin 2020. Deze ziekte werd door de overheid in eerste instantie bestreden door algemene maatregelen als afstand houden, en door  lockdowns, een avondklok en het stilleggen van allerlei activiteiten. Begin 2021 begon een vaccinatieprogramma. Ondanks die maatregelen overleden tot november 2022 bijna 23.000 mensen aan de ziekte.
Volgens de actiegroep was de sterfte door COVID-19 vergelijkbaar met de sterfte in een gemiddeld tot ernstig griepseizoen.  Daarom verzette de actiegroep zich sterk tegen de maatregelen van de overheid tegen de pandemie. De beweging begon het in voorjaar van 2020 tijdens de eerste coronagolf. 
De door het Rijksinstituut voor Volksgezondheid en Milieu (RIVM) gerapporteerde oversterfte tijdens de coronagolf in het voorjaar van 2020 lag met 9.768 sterfgevallen echter hoger dan de oversterfte tijdens de griepgolf in de winter van 2017-2018, die met 9.444 sterfgevallen de dodelijkste griepgolf van het decennium was. Volgens critici van de actiegroep gingen zij voorbij aan het feit dat de oversterfte zo hoog was ondanks de genomen coronamaatregelen. Zonder die maatregelen zou de sterfte hoger zijn geweest.

## Ontstaan van de actiegroep

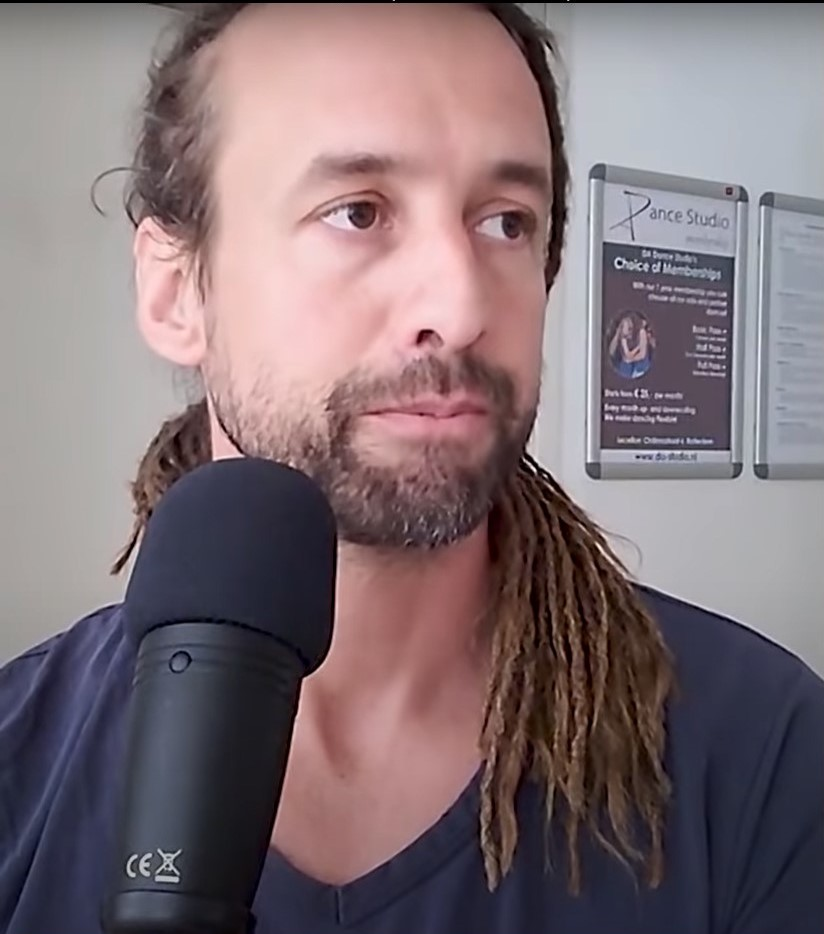
Willem Engel (2020)

Stichting Viruswaarheid werd opgericht door ondernemer en dansleraar Willem Engel, een farmaceut die na zijn studie werkte als dansleraar zouk. Hij en jurist Jeroen Pols stelden zich op als woordvoerders van de stichting. Naar eigen zeggen was Pols begonnen met het voorbereiden van juridische procedures tegen de maatregelen van de overheid in het kader van de bestrijding van de coronacrisis, toen hij in Willem Engel iemand trof die bedenkingen had gekregen tegen de wetenschappelijke onderbouwing van die maatregelen.

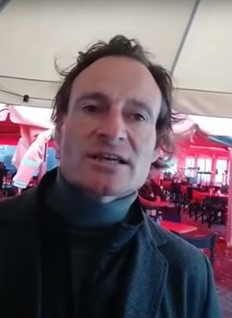
Jeroen Pols (2020)

Het eerste publieke optreden van Willem Engel vond plaats op 29 mei 2020 bij Café Weltschmerz. In een anderhalf uur durend gesprek zette hij vraagtekens bij de betrouwbaarheid van de PCR-tests die werden gebruikt voor het aantonen van een besmetting door het COVID virus. Ook had hij twijfels bij de door het RIVM gehanteerde modellen voor de verspreiding van de ziekte, bij het onderzoek van bloedbank Sanquin en bij de mogelijkheid van het ontwikkelen van vaccins tegen luchtweginfecties. Ook stelde hij dat de verspreiding van SARS-CoV-2 niet alleen via grote druppels – zoals op dat moment gedacht – maar ook via aerosolen zou verlopen. Mede vanwege die laatste claim promootte Maurice de Hond het interview als "By far het beste van de afgelopen maanden"; daarentegen werden de punten die Engel naar voren bracht weersproken door scepticus Pepijn van Erp op de website Kloptdatwel en later op de nieuwswebsite Follow the Money.

## Rechtsgang
Later in de pandemie, vanaf een tweede coronagolf, startte Viruswaarheid een aantal juridische acties tegen "de staat", die volgens hun definitie onder andere ook de rechterlijke macht en de media omvat.
In juli 2020 spande Viruswaanzin een kort geding aan tegen de Nederlandse overheid. Geëist werd de intrekking van de maatregelen, die de burgers zouden belemmeren in hun burgerrechten. De eis werd afgewezen, omdat volgens de president van de Rechtbank Den Haag de regering haar maatregelen had gebaseerd op adviezen van het Outbreak Management Team, waarmee aan het zorgvuldigheidscriterium was voldaan. De groep voerde tot eind 2022 rond de 30 juridische procedures tegen de overheid en andere organisaties. Vrijwel elke zaak werd verloren. Omdat zoveel zaken verloren werden, oordeelde de stichting dat de rechtspraak in Nederland "stuk is" en handlangers zijn van de macht.